# السراحنة (سيدي عابد)
السراحنة هي إحدى مشيخات المملكة المغربية، تتبع جغرافيا وإداريا لإقليم الجديدة و لجماعة سيدي عابد. يقدر عدد سكانها بـ 2726 نسمة حسب الإحصاء الرسمي للسكان والسكنى لسنة 2014.

## لائحةالدواوير
تتألف هذه المشيخة من الدواوير التالية: الحراريون، الرواحلة، قرية الرواحلة، أولاد المغريش، الدروسة، أولاد أبي سعيد، الشلوحة، والبحابحة (السراحنة).